# Сопешино
Сопешино (пол. Sopieszyno) — село в Польщі, у гміні Вейгерово Вейгеровського повіту Поморського воєводства.
Населення — 416 осіб (2011).
У 1975-1998 роках село належало до Гданського воєводства.

## Демографія
Демографічна структура станом на 31 березня 2011 року:
|          | Загалом | Допрацездатний вік | Працездатний вік | Постпрацездатний вік |
| -------- | ------- | ------------------ | ---------------- | -------------------- |
| Чоловіки | 219     | 68                 | 134              | 17                   |
| Жінки    | 197     | 42                 | 126              | 29                   |
| Разом    | 416     | 110                | 260              | 46                   |